# Ewaryst Jaśkowski
Ewaryst Jaśkowski (ur. 10 marca 1934 w Przasnyszu) – polski nauczyciel, urzędnik i działacz społeczny.

## Życiorys
Syn Władysława i Eufemii z domu Czaplickiej. Jego ojciec był funkcjonariuszem Straży Granicznej. Do 1939 jego rodzina mieszkała w Pełtach, a po wybuchu wojny przeniosła się do Racięcic koło Sompolna, gdzie następnie do 1970 prowadziła gospodarstwo rolne. 
W 1948 ukończył Szkołę Powszechną w Racięcicach, a w 1952 zdał maturę w Liceum Ogólnokształcącym w Sompolnie. W 1956 zdał maturę z przedmiotów pedagogicznych w Liceum Pedagogicznym w Koninie. Naukę kontynuował w Studium Nauczycielskim w Poznaniu, które ukończył w 1968 na kierunku matematyka i fizyka. W 1978 ukończył studia zaoczne na Wydziale Prawa i Administracji Uniwersytetu im. Adama Mickiewicza w Poznaniu.
W 1953 rozpoczął pracę jako nauczyciel, kolejno w Kleczewie, Racięcicach i Babiaku. Od 1956 roku mieszkał w Kole, gdzie pracował jako wychowawca w internacie i nauczyciel matematyki w Zespole Szkół Zawodowych w Kole. W latach 1963–1971 pracował w Oddziale Powiatowym Związku Nauczycielstwa Polskiego w charakterze sekretarza, a następnie prezesa oddziału. W 1971 został zatrudniony w Prezydium Powiatowej Rady Narodowej w Kole, w charakterze podinspektora odpowiedzialnego za nadzór pedagogiczny, organizację kolonii i obozów oraz prowadzenie inwestycji szkolnych.
W 1974 został kierownikiem Wydziału Spraw Wewnętrznych i funkcję tę pełnił do czasu likwidacji powiatu w 1975. Od 1975 do 1982 pracował w Urzędzie Wojewódzkim w Koninie na stanowisku zastępcy dyrektora Wydziału Spraw Wewnętrznych, gdzie nadzorował urzędy stanu cywilnego w całym województwie. Od 1 lutego 1982 pracował w Urzędzie Miejskim w Kole, jako zastępca naczelnika miasta odpowiedzialny za handel, sprawy organizacyjne oraz oświatę i kulturę. Funkcję tę pełnił do 1990 roku, po czym przeszedł na emeryturę. W latach 1994–2003 pracował na pół etatu jako inspektor oświaty i rzecznik prasowy Urzędu Miejskiego w Kole.
Jest aktywnym działaczem społecznym, działa m.in. w Towarzystwie Przyjaciół Miasta Koła, Stowarzyszeniu Przyjaciół Miasta Koła n. Wartą oraz w zarządzie Miejskiej Orkiestry Dętej. Interesuje się także regionalistyką, jest autorem wielu artykułów i broszur oraz współautorem kilku wydawnictw na temat historii Koła.
W 1959 ożenił się z nauczycielką Marianną z domu Gawron.

## Odznaczenia i wyróżnienia
Został odznaczony następującymi odznaczeniami:
- Krzyż Kawalerski Order Odrodzenia Polski
- Złoty Krzyż Zasługi
- Srebrny Krzyż Zasługi
- Medal 40-lecia Polski Ludowej
- Odznaka honorowa „Zasłużony Pracownik Państwowy”
- Srebrny Medal „Za zasługi dla obronności kraju”
- Odznaka „Zasłużony Działacz Kultury”
- Srebrna i brązowa Odznaka „Za zasługi w ochronie porządku publicznego”
- Złoty i brązowy Medal „Za Zasługi dla Pożarnictwa”
- Medal za Długoletnie Pożycie Małżeńskie
- Złota Odznaka ZNP
- Odznaka honorowa „Za Zasługi w Rozwoju Województwa Poznańskiego”
- Odznaka honorowa „Za zasługi dla województwa konińskiego”
- Odznaka honorowa „Za zasługi w rozwoju miasta Koła”

W 2021 nadano mu tytuł honorowego obywatela miasta Koła. W 2013 roku był nominowany do Nagrody Głównej Wielkopolskiego Towarzystwa Kulturalnego.